# Formicarius rufipectus
El formicario pechirrufo (en Ecuador) (Formicarius rufipectus), también denominado gallito pechirrufo (en Colombia), hormiguero pechirrojo (en Venezuela), gallito-hormiguero de pecho rufo (en Perú), chululú de pecho rojo o gallito hormiguero pechicastaño (en Costa Rica), es una especie de ave paseriforme perteneciente al género Formicarius de la familia Formicariidae. Es nativo de América del Sur y Central.

## Distribución yhábitat
Se distribuye desde el este de Costa Rica, Panamá, Venezuela, Colombia, Ecuador, hasta el sureste del Perú.
Es poco común en el suelo o cerca, en bosques de estribaciones montañosas o montanos bajos en los Andes, principalmente entre los 1000 y 2000 m s. n. m. de altitud.

## Sistemática

### Descripción original
La especie F. rufipectus fue descrita por primera vez por el ornitólogo británico Osbert Salvin en 1866 bajo el mismo nombre científico; localidad tipo «Santiago de Veraguas, Panamá».

### Subespecies
Según la clasificación del Congreso Ornitológico Internacional (IOC) (Versión 7.1, 2017) y Clements Checklist v.2016,  se reconocen 4 subespecies, con su correspondiente distribución geográfica:
- Formicarius rufipectus rufipectus Salvin, 1866 - pendiente caribeña de Costa Rica y ambas pendientes del oeste de Panamá; también al este de Panamá (Darién).
- Formicarius rufipectus carrikeri Chapman, 1912 -  Andes occidentales y centrales de Colombia hacia el sur hasta el oeste de Ecuador.
- Formicarius rufipectus lasallei Aveledo & Ginés, 1952 - noroeste de Venezuela en la Serranía del Perijá y suroeste de Táchira.
- Formicarius rufipectus thoracicus Taczanowski & Berlepsch, 1885 - desde el este de Ecuador hacia el sur hasta el sureste de Perú (al sur hasta Cuzco).